# Мајкл Корс
Мајкл Дејвид Корс (Michael David Kors), рођен као Карл Андерсон Јуниор (Karl Anderson Jr.), 9. августа 1959  је амерички модни дизајнер. Он је почасни председавајући и главни креативни директор свог бренда, Мајкл Корс (Michael Kors), који продаје мушку и женску одећу, модне додатке, сатове, накит, обућу и парфеме. Корс је био први женски дизајнер конфекције за француску кућу Селин (Celine), у периоду од 1997. до 2003. године.  Од 2. јануара 2019. Мајкл Kорс Холдингс Лимитед (Michael Kors Holdings Limited) званично је променио име у Капри Холдингс Лимитед (Capri Holdings Limited).  У оквиру Капри Холдингс Лимитед. се такође налазе брендови Џими Чу (Jimmy Choo) и Версаће (Versace).

## Лични живот
Корс је рођен као Карл Андерсон Јуниор на Лонг Ајленду. Корсова мајка је Јеврејка, а његов отац је био шведског порекла. Његови родитељи су Џоан Хамбургер (Joan Hamburger), бивша манекенка, и њен први супруг, Карл Андерсон Сениор (Karl Anderson Sr.), студент колеџа. Његова мајка се удала за Била Корса (Bill Kors), када је сину било пет година и тада је његово презиме промењено у Корс. Његова мајка је рекла Карлу да би могао да одабере такође ново прво име. Тако је Карл Андерсон Јуниор постао званично Мајкл Дејвид.
Одрастао је у Њујорку, а дипломирао је на средњој школи Џон Ф. Кенеди (John F. Kennedy High School)  у Белмору, Њујорк, на Лонг Ајленду.
Корс се венчао са својим партнером Ланс Ле Перијем (Lance Le Pere) 16. августа 2011. године у Саутхемптону, Њујорк, у Хемптонсу.

## Каријера
Корсово интересовање за моду започело је када је био јако млад. Његова мајка мислила је да је његов афинитет делом био условљен повезаношћу са индустријом одеће у току каријере манекена. Мајкл је у петој години чак редизајнирао венчаницу своје мајке за њен други брак. Корс је као тинејџер почео да дизајнира одећу и продаје је из подрума својих родитеља, који је преименовао у Гвоздени лептир (Iron Butterfly). Корс је такође имао часове глуме када је био млад, али је престао када је имао 14 година, када је одлучио да се фокусира на каријеру модног дизајнера.
1977. године уписао се на Институт за технологију моде у Њујорку (Fashion Institute of Technology ). Међутим, одустао је након само девет месеци и запослио се у бутику званом Лотар (Lothar)  преко пута Бергдорфа Гудмана (Bergdorf Goodman) у 57. улици у центру Менхетна, где је започео као продавац и временом постао и дизајнер и шеф изложбеног простора у продавници. Убрзо након тога је Дон Мело (Dawn Mello), модна директорка Бергдорфа, открила Корса и понудила му да своју колекцију покаже купцима Бергдорф Гудмана. 
Корс је 1981. у Бергдорф Гудману лансирао своју марку женске одеће Мајкл Корс. 1990. године компанији је приступио КОРС Мајкл Корс (KORS Michael Kors) као носилац лиценце. Међутим због проблема са пословним партнерима, дошло је до застоја у продаји КОРС линије. Мајкл Корс је поново стао на ноге од 1997. године, када је покренуо линију производа са нижим ценама, а уједно је проглашен првим дизајнером женске одеће за француску кућу Селин. За време боравка у Селин, Корс је унео много новина, успешним модним креацијама, како одеће, тако и модних додатака, које су добиле похвале од стране критике. Корс је напустио Селин у октобру 2003. године како би се сконцентрисао на сопствени бренд. Корс је лансирао своју линију мушке одећу 2002.
Линија МАЈКЛ Мајкл Корс (MICHAEL Michael Kors) лансирана је 2004. године, придруживши се оригиналној марки Мајкл Корс Колекшн (Michael Kors Collection). Oва линија укључује женске торбе и ципеле као и женску одећу. На крају првог фискалног квартала у 2016. години, Корс је имао преко 770 Лајфстајл (Lifestyle) продавница широм света. Тренутно Корс поседује колекције бутика у Њујорку, Беверли Хилсу, Палм Бичу, Чикагу и Саутемптону. У Сједињеним Америчким Државама његова женска колекција са ознаком Мајкл Корс Колекшн (Michael Kors Collection) продаје се у Бергдорф Гудману, Сакс Фифт Авенју (Saks Fifth Avenue), Нејман Маркусу (Neiman Marcus), Блумингдејлу (Bloomingdale) и бројним специјализованим продавницама. Колекција Мајкл Корс такође се налази у продавницама брендова у Лондону, Паризу, Кану, Милану, Токију, Хонг Конгу, Шангају и Сеулу. Године 2016. је обележена 35. годишњица Корсовог рада.
Међу познатим личностима које су носиле одећу коју је дизајнирао Корс су Оливија Вајлд (Olivia Wilde), Дакота Џонсон (Dakota Johnson), Блејк Лајвли (Blake Lively), Кејт Хадсон (Kate Hudson), Џенифер Лоренс (Jennifer Lawrence), Тејлор Свифт (Taylor Swift), Кејт Мидлтон (Kate Middleton), Хилари Клинтон (Hillary Clinton), Анђелина Џоли (Angelina Jolie), Џенифер Лопез (Jennifer Lopez), Меланија Трамп (Melania Trump), Иванка Трамп (Ivanka Trump), Хајди Клум (Heidi Klum) и Кетрин Зита-Џонс (Catherine Zeta-Jones). Мишел Обама (Michelle Obama) носила је црну хаљину без рукава од дизајнера за свој први службени портрет као Прва дама, а касније је поново носила Корсову креацију 2015. на обраћању нацији. Виола Дејвис (Viola Davis) носила је прилагођени огртач Мајкл Корс при додели Златног глобуса (Golden Globe Аward) за најбољу споредну улогу у филму "Ограде" (Fences). Кејт Хадсон и Оливиа Вајлд носиле су хаљине дизајнера на Златном глобусу 2016. године, а Емили Блант (Emily Blunt), номинована за улогу у филму "Зачарана шума" (Into The Woods), носила је белу хаљину дизајнера 2015. Џоун Ален (Joan Allen) је носила Корсову хаљину када је била номинована за награду Академије за најбољу глумицу (Academy Award for Best Actress) за улогу у филму Кандидат (The Contender). Као креативни директор модне куће Селин (Celine), Корс је доста дизајнирао одећу за филмове и серије коју су носиле глумице као што је Гвинет Палтрoу (Gwyneth Paltrow) у "Власништву" (Possession) и Рене Русо (Rene Russo) у "Афери Томас Кроун" (The Thomas Crown Affair). Једну од његових креација носила је и Алишја Кис (Alicia Keys) за наступ на инаугурацином балу Барака Обаме (Barack Obama) 21. јануара 2013.     
Рекламне кампање за Корса често одражавају џет-сет начин живота који његови фанови знају и воле. У његовим кампањама за колекције ангажовани су чувени фотографи, манекенке и модели, као што је Бела Хадид (Bella Hadid) коју је снимао фотограф Дејвид Симс (David Sims).
Корс је био судија у ријалити емисији "Пројекат модна писта" (Project Runway), номинованој за награду Еми (Emmy), која је на телевизијском каналу Браво (Bravo) емитована пет сезона, а следеће сезоне емитована је на каналу Лајфетајм (Lifetime).
У јануару 2014. амерички пословни часопис Форбс (Forbes) је објавио да је Корсово лично богатство веће од милијарду долара . 

## Остале почасти
- 2016: Светски програм за храну САД (The World Food Program USA ) одликовао је Корса наградом "МекГоверн-Доле" (McGovern-Dole)за лидерство, коју му је уручио потпредседник Џо Бајден (Joe Biden)
- 2015: Проглашен је глобалним амбасадором против глади за Светски програма хране Уједињених нација (United Nations World Food Programme).
- 2015: Божја љубав коју испоручујемо (God's Love We Deliver) посветила је зграду Мајкл Корсу у новом непрофитном седишту Сохо-а у част сталне Корсове подршке.
- 2013: Магазин "Тајм 100" (Time 100), сврстао је Корса у 100 најутицајнијих људи на свету. Такође га је часопис "Њујорк обзервер" (New York Observer) ставио на листу 100 најутицајнијих Њујорчана, у модноој категорији, а нашао се и на листи 50 најутицајнијих магазина "Аут" (Out magazine) из 2014.
- 2013: Награђен је "Наградом Савета за културу" (Coulture Council Award) за 2013. годину за уметност моде од стране Музеја Института за технологију моде (The Museum at the Fashion Institute of Technology).
- 2013: Корс је Хилари Клинтон (Hillary Clinton) уручио прву награду Мајкл Корс за изванредне заслуге у заједници.
- 2012: Одликован је наградом за животно дело „Златно срце“ (Golden Heart) од стране Божје љубави коју испоручујемо, непрофитне организације која дистрибуира свеже оброке људима који живе са ХИВ/ АИДС-ом и другим дијагнозама, чиме се бави више од 20 година.
- 2010: Добио је награду Оливер Р. Грејс (Oliver R. Grace Award) за истакнуту улогу у унапређивању истраживања рака, годишњу почаст коју додељује Институт за истраживање рака (Cancer Research Institute), америчка непрофитна организација посвећена унапређењу лечења рака заснованог на имуном систему.
- 2010: Корс је био најмлађи добитник награде Џефри Бин (Geoffrey Beene Award) за животно дело од Савета модних дизајнера Америке (Council of Fashion Designers of America (CFDA)) и добио је награду за животно дело Фондације мириса ФиФи (Fragrance Foundation FiFi ).Мајкл Корс на једној од својих модних ревија

## Правни проблеми
У јануару 2009. године правни заступници уметника-дизајнера Тонијa Дукејта (Tony Duquette) су тужили Корса зато што је Корс наводно користио Дукејтово име и слике у промоцији своје летње колекције. 
У јулу 2013. постао је Корсов  је тужио Костко (Costco) због лажног рекламирања у огласима да продају пороизводе његовог бренда. 

## У популарној култури
Корс је поменут у филму "Ђаво носи Праду" (The Devil Wears Prada) из 2006. године у коме Мерил Стрип (Meryl Streep) глуми лик Миранде Пристли (Miranda Priestly). У сцени у којој Пристли улази у своју канцеларију и даје списак упутстава својој личној асистенткињи (Емили Блунт) међу којима је и организовање превоза на забаву коју организује Мајкл Корс.
Ники Минаж (Nicki Minaj) такође помиње Корса у Бинг Шиновој (Big Seanпе) песми "Денс" (Dance). Дрејк (Drake) спомиње и Мајкл Корса у својој песми "Фром Тајм"(From Time), а репер Пуша Т (Pusha T) у својој песми "Нумберс он боардс" (Numbers on the Boards). Уз то, Корс је као гост глумио себе у епизоди хит тинејџерске серије Госип Грл (Gossip Girl), у којој је била тема недеља моде; у истој емисији се више пута приказује неколико производа из његових колекција. 